# East Melbourne
East Melbourne (engelska: Melbourne East) är en del av en befolkad plats i Australien. Den ligger i kommunen Melbourne och delstaten Victoria, nära delstatshuvudstaden Melbourne. Antalet invånare är 4 330.
Runt East Melbourne är det mycket tätbefolkat, med 2 915 invånare per kvadratkilometer.. Närmaste större samhälle är Melbourne, nära East Melbourne. 
Runt East Melbourne är det i huvudsak tätbebyggt. Genomsnittlig årsnederbörd är 1 244 millimeter. Den regnigaste månaden är juli, med i genomsnitt 140 mm nederbörd, och den torraste är januari, med 49 mm nederbörd.